# Jacqueline Bouvier (Les Simpson)
Pour les articles homonymes, voir Jacqueline Bouvier et Bouvier.
 (avril 2024).
Si vous disposez d'ouvrages ou d'articles de référence ou si vous connaissez des sites web de qualité traitant du thème abordé ici, merci de compléter l'article en donnant les références utiles à sa vérifiabilité et en les liant à la section « Notes et références ».
Jacqueline Bouvier (née Gurney) est un personnage fictif de la série animée Les Simpson.

## Biographie
Elle est la mère de Marge Simpson, Patty et Selma Bouvier et la femme de Clancy Bouvier. Elle apparaît assez insociable et pessimiste. Sa coupe de cheveux, gris, est similaire à celle de Marge.
Elle apparaît rarement dans les épisodes de la série mais semble être en désaccord permanent avec les choix de sa fille Marge et particulièrement au sujet d'Homer (ce qui est encore une similitude avec ses deux jumelles). Son nom, ainsi que le nom de Marjorie qu'elle donne à sa dernière fille laisse supposer des origines franco-américaines.
À un moment de sa vie, elle a failli se marier avec Abraham mais l'a laissé tomber après avoir rencontré le milliardaire Charles Montgomery Burns avant de définitivement décider de ne pas se remarier. Sa chanson préférée est La sérénade au clair de lune de Glenn Miller.
On suppose qu'elle doit son nom à Jackie Kennedy, la femme du Président américain John Fitzgerald Kennedy, dont le nom de jeune fille était Bouvier.

## Relations
Dans la série, Jackie est :
- Mariée à Clancy Bouvier
- Mère de Marjorie (Marge Simpson, née Bouvier), Patty et Selma Bouvier

### Liens exetrnes
- Ressource relative à la bande dessinée :   - Comic Vine